# Wim Peters (acteur)
Wim Peters (Kontich, 8 januari 1979) (zoon van Marleen Maes, kleinzoon van Anton Peters) is een Vlaams acteur. Hij speelde onder andere mee in de televisieserie Thuis. In deze serie speelde hij Joeri Verbist.

## Televisie
- De boerenkrijg (1999) - als jonge man
- Thuis (1997-2003) - als Joeri Verbist
- W817 (2003) - als Fastwin
- Verschoten & Zoon (2004) - als Nico
- Hallo België (2005) - als Ronny
- Samson en Gert (2005) - als Maarten
- Zone Stad (2005) - als Jochen
- Spoed (2007) - als man met voetwonde
- Zone Stad (2007) - als Alex Beysen
- De Kotmadam (2013) - als Kurt Willems
- De Kotmadam (2016) - als Arthur Verellen
- De zonen van Van As (2017) - als chauffeur
- Auwch_ (2019) - als zichzelf

## Theater
- Gedurende twee jaar maakte hij deel uit van het gezelschap 'EWT'.
- Voor Studio 100 speelde hij de rol van Joe in Slisse & Cesar.
- Voor het gezelschap Le Mal du Siècle vertolkte hij al verschillende rollen. Zo speelde hij de hoofdrol in Beathoven en Wardje. In Trainspotting, Kreoon en Antigone, Burger Edelman en Clockwork Orange speelt hij naast onder meer Stan Van Samang, Jeron Dewulf, Christophe Stienlet, Helga Vanderheyden, Vicky Florus en Wanda Joosten, onder leiding van Walter Degroote.
- Momenteel[(sinds) wanneer?] regisseert en speelt hij ook bij Petrol Productions.
- In de Vlaamse versie van de film The Golden Compass doet hij de stem van Lee Scoresby (Sam Elliott). Zijn moeder (Marleen Maes) vertolkt daarin onder meer de rol van Ma Costa (Clare Higgins).